# پروانه (فیلم ۱۹۱۴)
پروانه (انگلیسی: The Butterfly) یک فیلم به کارگردانی تام ریکتس است که در سال ۱۹۱۴ منتشر شد. از بازیگران آن می‌توان به شارلوت بارتون، جان استپلینگ و جورج فیلد اشاره کرد.